# Лазарев-Станищев, Семён Николаевич
Семён Никола́евич Ла́зарев-Стани́щев (1863—1912) — русский архитектор, академик и адъюнкт-профессор Императорской Академии художеств.

## Биография
Учился в Императорской Академии художеств (1882–1887). Получил медали Академии художеств: малая серебряная (1885), малая золотая (1886) за программу: «проект гостиного двора для столичного города»; также получил две большие серебряные и одну малую серебряную медаль. Был удостоен большой золотой медали за «проект театрального училища». Присвоено звание классного художника 1-й степени (1887). Пенсионер Академии художеств (с 1888), посетил Константинополь и Салоники. 
Преподавал в архитектурных классах Академии художеств, сверхштатный адъюнкт-профессор при архитектурных классах Академии художеств (с 1892). Присвоено звание академика (1893). Провёл ценные исследования в области мер по защите железнодорожных путей от снежных заносов. Был смотрителем Исаакиевского собора. Надворный советник.
Скончался 23 октября (5 ноября) 1912 года, был похоронен на кладбище Воскресенского Новодевичьего монастыря в Петербурге; могила утрачена.

## Проекты и постройки
- Станционные постройки Балтийской железной дороги: пассажирское здание на станции Дудергоф[7] (1890)[8], деревянные навесы на станциях Лигово, Сергиево, Стрельна[9];
- Выставочные павильоны для Нижегородской выставки 1896 года (1893)[10];
- Успенский собор Киево-Печерской лавры (реставрация орнаментной живописи). Киев (1895—1902; не сохранился)[11][12];
- Храм Всех Святых в селе Боброво (расширение, совместно с инженером А. В. Масловым). Коломна, Московская область (1902—1903; не сохранился)[13].

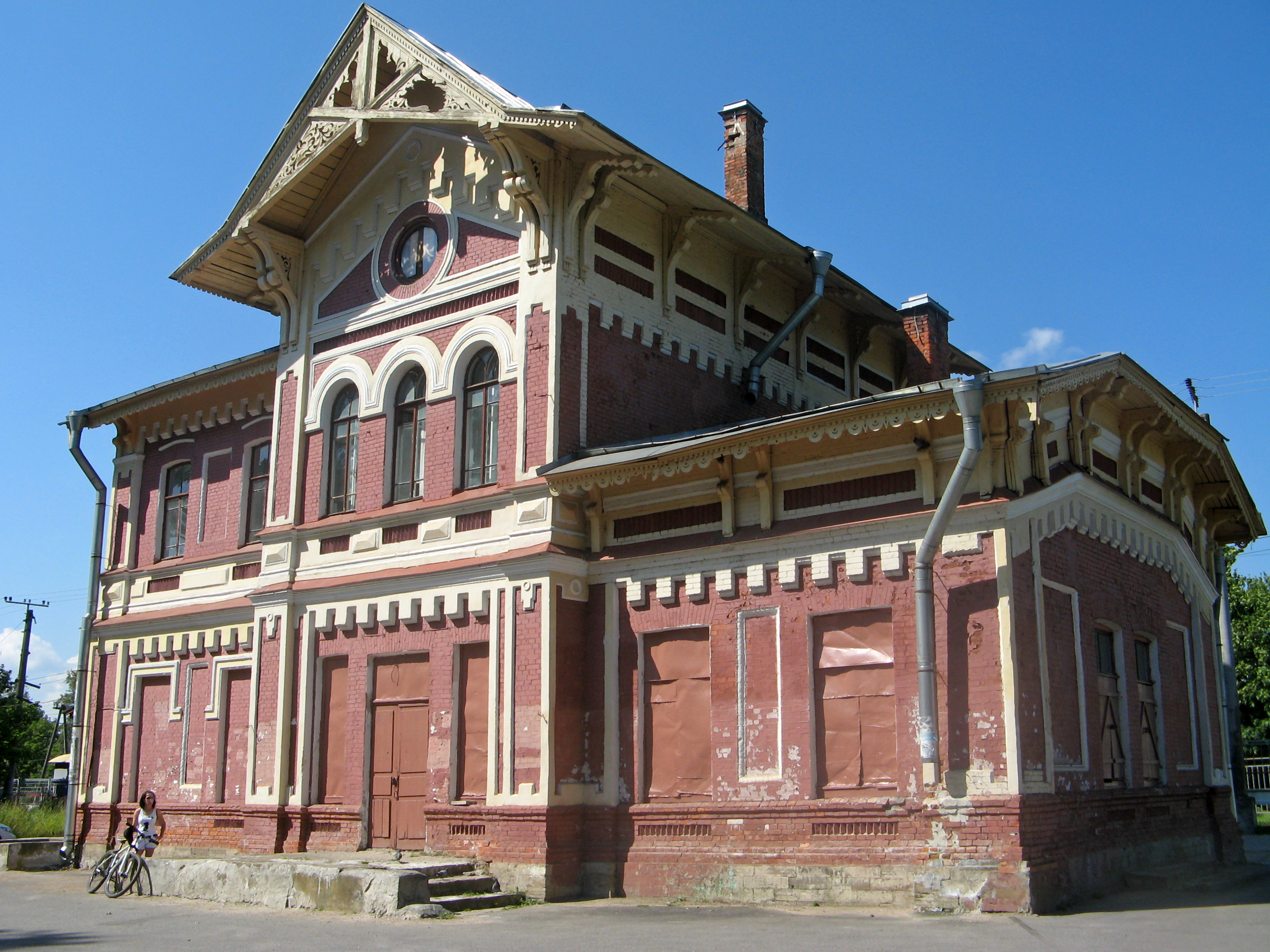
Вокзал в Дудергофе, деревянные навесы на станциях Лигово, Сергиево, Стрельна. 1901 год
- Вокзал в Дудергофе, 2018 год